# George Nugent-Temple-Grenville, 1. Marquess of Buckingham

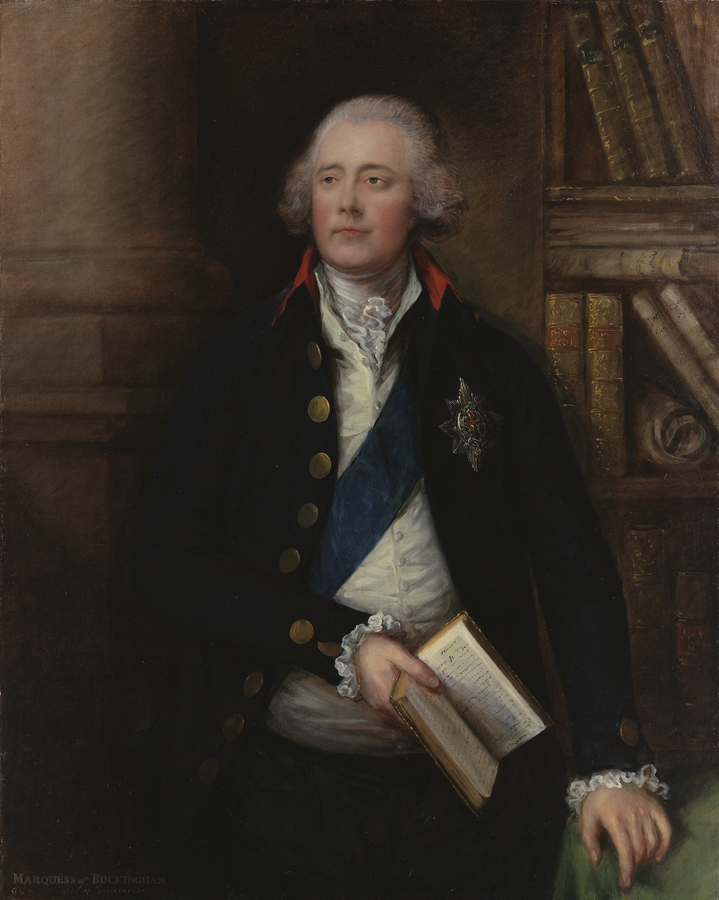
George Nugent-Temple-Grenville, 1. Marquess of Buckingham.

George Nugent-Temple-Grenville, 1. Marquess of Buckingham KG (* 17. Juni 1753 in London; † 11. Februar 1813 auf Stowe House, Buckinghamshire) war ein britischer Adliger und Politiker.

## Familie
Er wurde als George Grenville in eine politisch sehr aktive und prominente Familie geboren. Er war der Sohn des späteren britischen Premierministers George Grenville und dessen Frau Elizabeth Wyndham, einer Tochter des Tory-Politikers Sir William Wyndham, 3. Baronet. Sein Bruder William Grenville, 1. Baron Grenville wurde 1806 ebenfalls Premierminister. Ein weiterer Bruder, Thomas Grenville, war Erster Lord der Admiralität. Seine Tante Hester Grenville war die Gemahlin von William Pitt dem Älteren, und somit war er ein Cousin von William Pitt dem Jüngeren. Sein Onkel Richard Grenville, 2. Earl Temple war Marineminister und Lordsiegelbewahrer. George folgte diesem im Jahre 1779 als 3. Earl Temple und 4. Viscount Cobham.
George heiratete 1775 in London Lady Mary Elizabeth Nugent († 1812), Tochter und Erbin des Robert Craggs-Nugent, 1. Earl Nugent, die 1800 suo iure zur 1. Baroness Nugent erhoben wurde. Mit königlicher Lizenz änderte er seinen Familiennamen 1779 von Grenville zu Nugent-Temple-Grenville. Mit seiner Gemahlin hatte er die folgenden Kinder:
- Richard Temple-Nugent-Brydges-Chandos-Grenville, 1. Duke of Buckingham and Chandos (1776–1839);
- Mary Anne Nugent-Temple-Grenville (1787–1845), ⚭ 1811 James Arundell, 10. Baron Arundell of Wardour;
- George Grenville, 2. Baron Nugent (1789–1850), ⚭ 1813 Anne Lucy Poulett.

## Stowe Manuscripts Collection
Er begründete in seinem Anwesen Stowe House eine Sammlung historischer Manuskripte namens Stowe Manuscripts Collection. 1883 wurde diese Sammlung, darunter das Sakramentar Stowe Missal aus dem 8. Jahrhundert, vom Staat angekauft und der Royal Irish Academy in Dublin übergeben (Katalognr. MS D II 3).

## Karriere

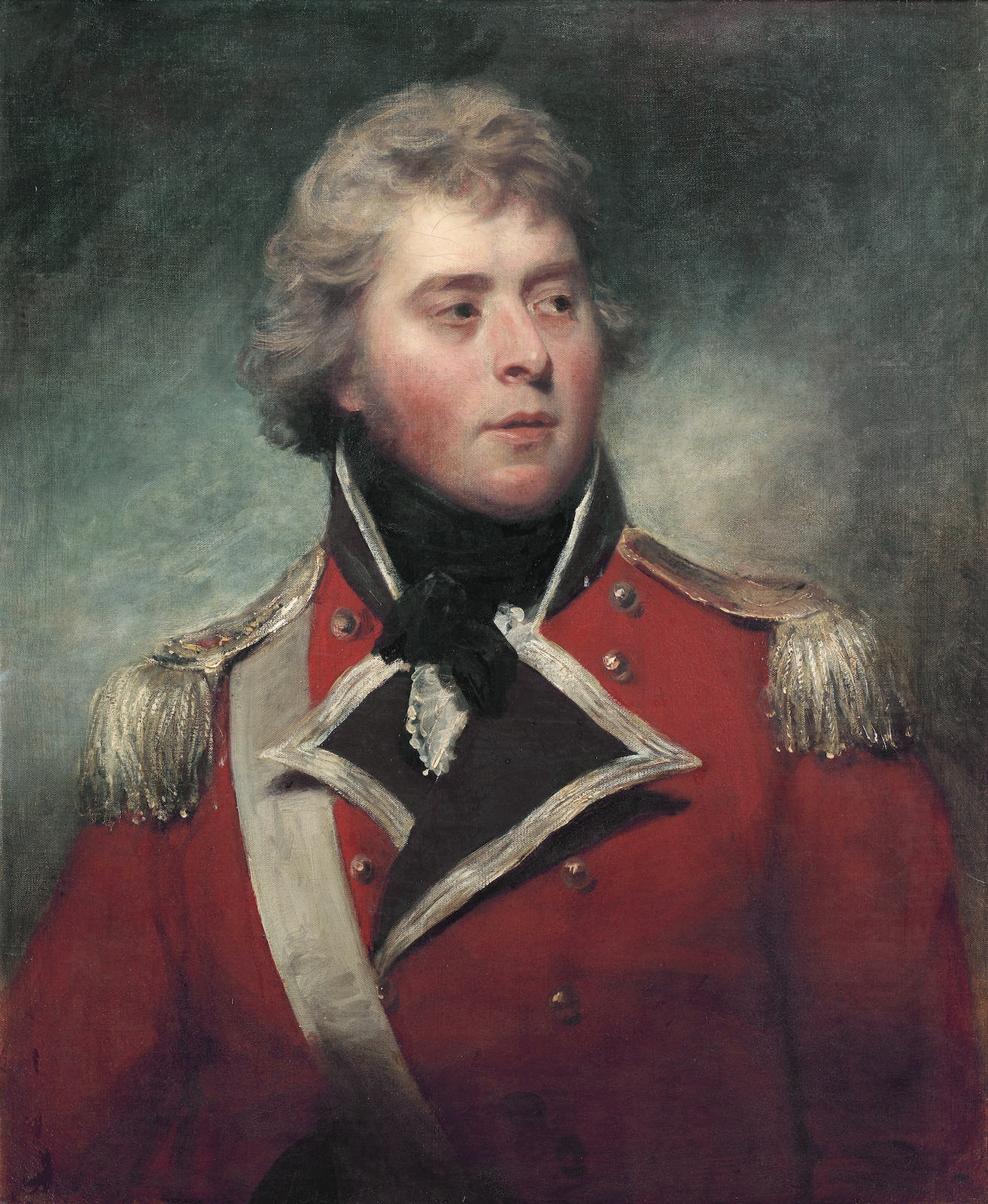
George Nugent-Temple-Grenville, 1. Marquess of Buckingham (William Beechey)

Nach seinem Studium an der University of Oxford war Grenville 1774 bis 1779 als Knight of the Shire für Buckinghamshire Whig-Abgeordneter im House of Commons. Er schied 1779 aus dem House of Commons aus, als er beim Tod seines Onkels dessen Titel erbte und damit einen Sitz im House of Lords erhielt. Von 1782 bis 1812 war Nugent-Temple-Grenville Lord Lieutenant von Buckinghamshire, von 1782–1783 und 1787–1789 auch Lord Lieutenant of Ireland. Er war der erste Großmeister des Order of Saint Patrick und 1783 für vier Tage (19. Dezember bis zum 23. Dezember) Secretary of State. 1782 wurde er Mitglied des Privy Council und 1786 als Knight Companion in den Hosenbandorden aufgenommen.
Im Jahr 1784 wurde Nugent-Temple-Grenville zum Marquess of Buckingham erhoben und folgte 1788 seinem Schwiegervater als 2. Earl Nugent. Er starb 59-jährig und ist in Wotton, Buckinghamshire, bestattet.